# باتريك غريني
باتريك غريني (بالإنجليزية: Patrick Greene)‏ هو ملحن أمريكي، ولد في 10 مارس 1985 في ماديسون في الولايات المتحدة.